# Pete Parada
Peter Parada (Arkport, 9 juli 1973) is een Amerikaanse drummer. Parada zat bij Face to Face van 1998 tot 2002 en bij Saves the Day van 2002 tot 2002. Van 2007 tot 2021 drumde hij bij The Offspring als opvolger van Atom Willard waarmee hij de op een na langstzittende drummer van deze band was, na Ron Welty. In 2023 werd Parada medeoprichter van The Defiant. 

## Carrière

### Face to Face (1998-2002)
In 1998 werd Parada drummer bij Face to Face. De band nam bijna 25 drummersaudities af om Rob Kurth te vervangen en ging met hem verder. Parada speelde mee tijdens de opnames van de albums Ignorance Is Bliss, Standards & Practices (beide uitgebracht in 1999), Reactionary (2000) en How To Ruin Everything (2002).

### Saves the Day (2002-2007)
Voordat Face to Face uit elkaar ging, trad Parada in 2002 toe tot Saves the Day om Bryan Newman te vervangen. Hij nam twee albums met de band op, In Reverie en Sound the Alarm. Hij speelde ook op Bug Session Volume One, de eerste in een reeks releases met akoestische versies van hun nummers.

### The Offspring (2007-2021)
Op 27 juli 2007 kondigde The Offspring op hun officiële website aan dat Parada de nieuwe drummer van de band zou zijn, ter vervanging van Atom Willard, die vertrok om zich te concentreren op Angels & Airwaves. Parada maakte nog geen deel uit van de band tijdens de opnames van Rise and Fall, Rage and Grace (2008) omdat Parada nog niet was gekozen als Willards vervanger maar ging wel mee op tournee ter promotie van het album.
In juni 2009 vertelde The Offspring-gitarist Noodles aan Billboard.com dat The Offspring van plan was om in 2010 een negende album uit te brengen en merkte op dat de band uitkeek naar samenwerking met Parada. Days Go By werd uitgebracht op 26 juni 2012. Parada was de eerste officiële Offspring-drummer die op een Offspring-album speelde sinds Ron Welty in 2000 op Conspiracy of One. Parada speelde slechts op vier nummers op dat album ("Turning into You", "Dirty Magic", "Dividing by Zero" en "Slim Pickens Does the Right Thing and Rides the Bomb to Hell"), terwijl Josh Freese de rest inspeelde. Parada speelde mee op tien van de twaalf nummers op het volgende album van de band, Let the Bad Times Roll (2021).
In augustus 2021 werd Parada ontslagen, volgens hemzelf omdat hij niet gevaccineerd is tegen COVID-19. Parada liet zich niet vaccineren, op advies van zijn arts, vanwege zijn medische geschiedenis en het "profiel van bijwerkingen" van de vaccins. In een interview dat in november 2021 werd gepubliceerd, hebben Dexter en Noodles de consequenties beschreven die ze tegenkwamen toen ze onderzochten wat er nodig was om te touren met een niet-gevaccineerd lid van de band, en ze zeiden dat de beslissing "voorlopig" was genomen om niet meer met Pete op tournee te gaan. Maar in zijn tweet van augustus 2021, gaf Pete Parada toe dat hij niet alleen op tournee, maar ook in de opnamestudio als "onveilig" werd beschouwd en daarom geen deel meer uitmaakte van de band. De tournee werd verdergezet met Josh Freese. Parada werd in 2023 pas officieel vervangen door Brandon Pertzborn.

### The Defiant (2023-heden)
In maart 2023 werd Parada medeoprichter van de band The Defiant, die wordt geleid door voormalig Mighty Mighty Bosstones-zanger Dicky Barrett, Greg Camp van Smash Mouth, Johnny Rioux van Street Dogs en Joey LaRocca van The Briggs bevat. De groep bracht op 27 oktober 2023 hun debuutalbum If We're Really Being Honest uit.

## Discografie
| Year | Artist/band    | Album                                     |
| ---- | -------------- | ----------------------------------------- |
| 1997 | Steel Prophet  | Into the Void (Hallucinogenic Conception) |
| 1999 | Engine         | Engine                                    |
| 1999 | Face to Face   | Standards & Practices                     |
| 1999 | Face to Face   | Ignorance Is Bliss                        |
| 2000 | Face to Face   | Reactionary                               |
| 2000 | Halford        | Resurrection                              |
| 2002 | Engine         | Superholic                                |
| 2002 | Face to Face   | How to Ruin Everything                    |
| 2003 | Saves the Day  | In Reverie                                |
| 2003 | Jackson        | Jackson                                   |
| 2004 | Jackson United | Western Ballads                           |
| 2005 | Face to Face   | Shoot the Moon: The Essential Collection  |
| 2006 | Saves the Day  | Sound the Alarm                           |
| 2006 | Saves the Day  | Bug Sessions Volume One                   |
| 2011 | Hot Mess       | Learn to Sleep With the Light On          |
| 2011 | Oceanography   | EP1                                       |
| 2012 | The Offspring  | Days Go By                                |
| 2014 | The Offspring  | Summer Nationals                          |
| 2021 | The Offspring  | Let the Bad Times Roll                    |